# A JACK IN THE BOX
《A JACK IN THE BOX》는 1998년 8월 5일 발매된 V6의 3번째 정규 앨범이다.

## 설명
- 2번째 앨범 《NATURE RHYTHM》이후 1년 만에 발매한 정규 앨범이다.
- 멤버 개인 활동으로 발매한 《SUPER HEROES》, Coming Century 싱글 《夏のかけら》, 20th Century 앨범 《ROAD》를 발매하고 개인 활동을 하면서 1년 만에 V6로 이름으로 발매한 앨범이기도 하다.
- 수록곡으로 20th Century, Coming Century 멤버 각 각 1명씩 듀엣 노래하였다.
- 초회한정반에는 SPECIAL METAL BOX SPECIAL BOOKLET SPECIAL FLIPBOOK로 V6 파파라치 PHOTO를 동봉.

## 수록곡
1. puzzle
2. Ash to Ash/Coming Century
3. GENERATION GAP
4. JUNGLE PARTY NIGHT/Yoshihiko Inohara&Ken Miyake
5. JUST FOR YOU
6. SUNSHINE/Hiroshi Nagano&Junichi Okada
7. MASSIVE BOMB
8. 翼になれ
9. FROM rain/Masayuki Sakamoto&Go Morita
10. Be Yourself!（NEW ALBUM MIX）
11. Dahlia/20th Century
12. Toughness
13. 素直になってゆく